# 亞種 (電影)
《亞種》（英語：Subspecies）是一部1991年羅馬尼亞和美國合拍的吸血鬼恐怖片，由泰德·尼古拉執導，卡斯特電影製片室和滿月娛樂聯合製作，安格斯·史格林、安德斯·霍夫、勞拉·塔特（Laura Tate）、伊琳娜·莫維拉（Irina Movila）、蜜雪兒·麥克布萊德（Michelle McBride）和麥可·華生（Michael Watson）主演。故事講述邪惡的吸血鬼拉杜（Radu）流亡多年後返回家鄉，殺死父親並奪得據說會從所有聖徒身上流血的珍貴血石（Bloodstone）。與此同時，兩名美國女學生與一名羅馬尼亞女孩合作研究當地文化，拉杜被她們吸引，但拉杜的弟弟卻選擇保護女孩們並對抗拉杜。
電影1991年8月8日以影帶首映的方式發行。雖然影評界和觀眾間給予電影的評價褒貶不一，但仍受到粉絲歡迎，之後推出了漫畫和多部續集，此系列也成為滿月影視的招牌作品之一；首部續集《亞種2：血石》於1993年發行。

## 劇情
邪惡的吸血鬼拉杜（Radu）流亡多年後返回家鄉——羅馬尼亞雷普梅爾（Prejnar）小鎮，進入當地古堡中殺死了父親弗拉迪斯拉夫國王，奪得據說會從所有聖徒身上流血的寶物血石（Bloodstone）；血石能不斷地提供血液，拉杜越吸食就會變得越來越邪惡。同時，拉杜還切斷了自己的幾根手指，斷指變成了幾隻僕人小怪物供自己使喚。
美國大學生蜜雪兒和莉莉安來到羅馬尼亞，開始與當地大學生瑪拉在雷普梅爾研究羅馬尼亞文化和迷信，並由特兰西瓦尼亚歷史遺跡管理者卡爾接待，她們還與自稱研究夜行動物的學者史特凡成為朋友；其中，蜜雪兒和史特凡互有好感。與此同時，拉杜被女孩們吸引，企圖將她們轉變成吸血鬼、帶進城堡與自己作伴，而數次在夜裡對她們展開襲擊；史特凡和卡爾發現此事後決定保護她們。瑪拉被拉杜捉走，莉莉安則因被拉杜咬傷傷口而導致血液中毒死亡，史特凡只好將真相告訴蜜雪兒；幾個世紀前，弗拉迪斯拉斯國王被一位最終生下拉杜的女巫引誘和詛咒，在放逐拉杜的母親後，國王遇到了一名凡人女性，她生下了史特凡。史特凡與邪惡的拉杜相反，偽裝成人類、嚮往戶外生活，本性善良並厭惡吸血鬼血統。
史特凡決定自行與哥哥做個了斷，獨自到城堡殺死他，希望蜜雪兒離開此地，以保護她，但對方拒絕並想幫忙。史特凡進入城堡後中了拉杜僕人的陷阱，導致被拉杜活捉。莉莉安的遺體被蜜雪兒和卡爾埋葬，但隨後被轉變成吸血鬼並成為拉杜的同伴。拉杜藉由莉莉安將蜜雪兒引出教堂，讓自己得以將她帶走。在城堡，蜜雪兒掙脫束縛，打算帶走瑪拉，但瑪拉已被轉變成吸血鬼並與莉莉安一起制伏了蜜雪兒，令拉杜能將她也轉化成同伴。
拉杜咬住蜜雪兒頸部之時，卡爾闖進來救下史特凡，拉杜與史特凡用劍展開對決。莉莉安和瑪拉被卡爾殺死後，史特凡用一根木樁穿過拉杜的心臟，用劍砍下其頭顱，殺死了他，並取得了血石。蜜雪兒的體內已經混合了拉杜的血液，這迫使史特凡用自己的血取代蜜雪兒體內的拉杜血，以防止她變得像拉杜一樣。史特凡最終與蜜雪兒在棺材中進入沉睡，但拉杜落地的頭顱卻睜開了雙眼，拉杜的僕人正著手復活他們的主人。

## 演員
- 安格斯·史格林（英语：Angus Scrimm）飾演弗拉迪斯拉夫國王（King Vladislav）
- 安德斯·霍夫（英语：Anders Hove (actor)）飾演拉杜·弗拉迪斯拉斯（Radu Vladislas）
- 麥可·華生（Michael Watson）飾演史特凡·瓦萊斯庫·弗拉迪斯拉斯（Stefan Valescu Vladislas）
- 勞拉·塔特（Laura Tate）飾演蜜雪兒·摩根（Michelle Morgan）
- 伊琳娜·莫維拉（Irina Movila）飾演瑪拉（Mara）
- 蜜雪兒·麥克布萊德（Michelle McBride）飾演莉莉安（Lillian）
- 瑪拉·格里戈雷（Mara Grigore）飾演蘿莎（Rosa）
- 伊萬·J·拉多（Ivan J. Rado）飾演卡爾（Karl）

## 反響
《亞種》在爛番茄網站上根據6篇評論而持有83%的新鮮度，平均評分為6.3／10。

## 外部連結
- 互联网电影数据库（IMDb）上《亞種》的资料（英文）